# 20e Screen Actors Guild Awards
De 20e Screen Actors Guild Awards, waarbij prijzen werden uitgereikt voor uitstekende acteerprestaties in film en televisie voor het jaar 2013, gekozen door de leden van SAG-AFTRA, vonden plaats op 18 januari 2014 in het Shrine Auditorium in Los Angeles. De prijs voor de volledige carrière werd uitgereikt aan Rita Moreno.

## Film

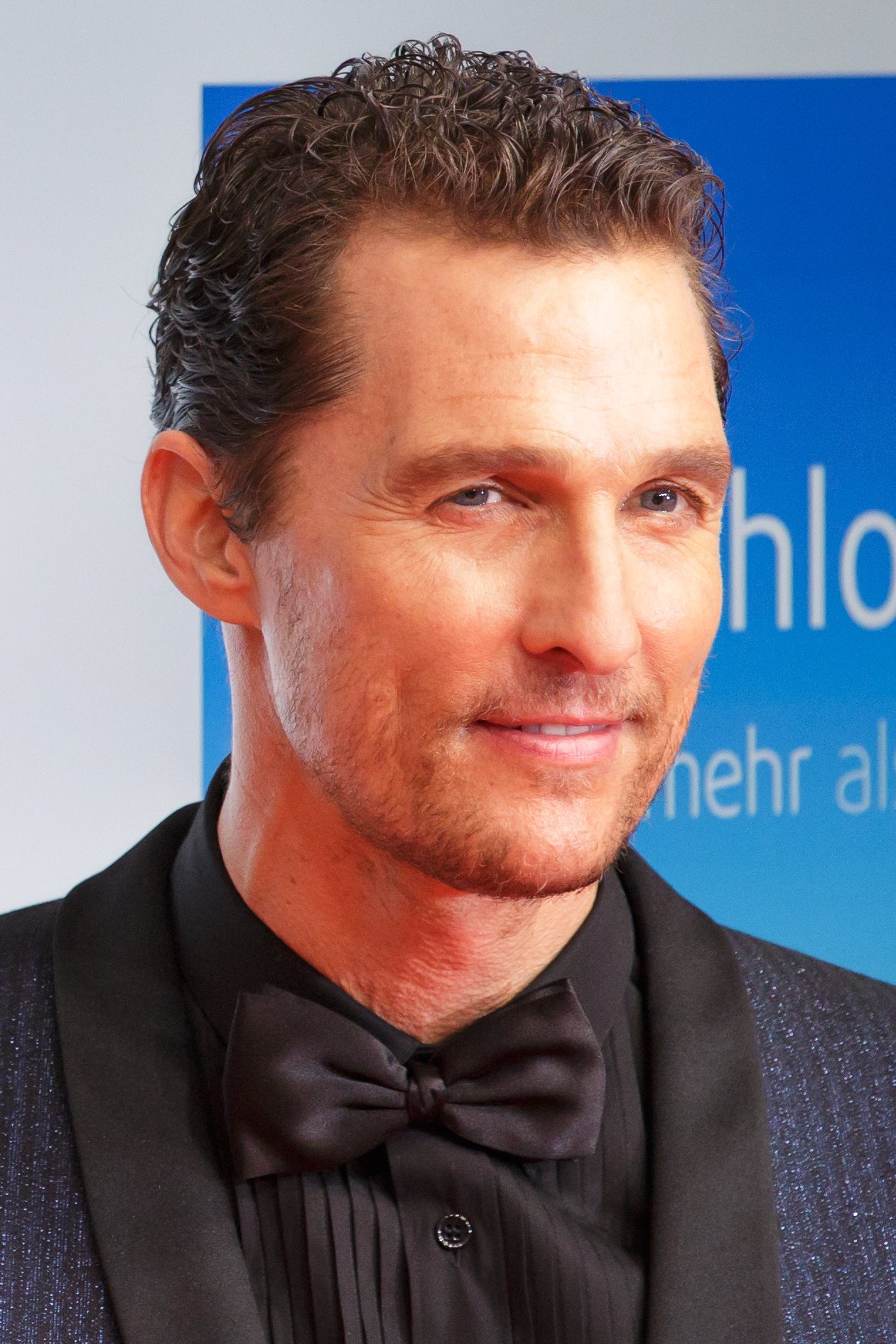
Matthew McConaughey (Dallas Buyers Club), winnaar mannelijke acteur in een hoofdrol

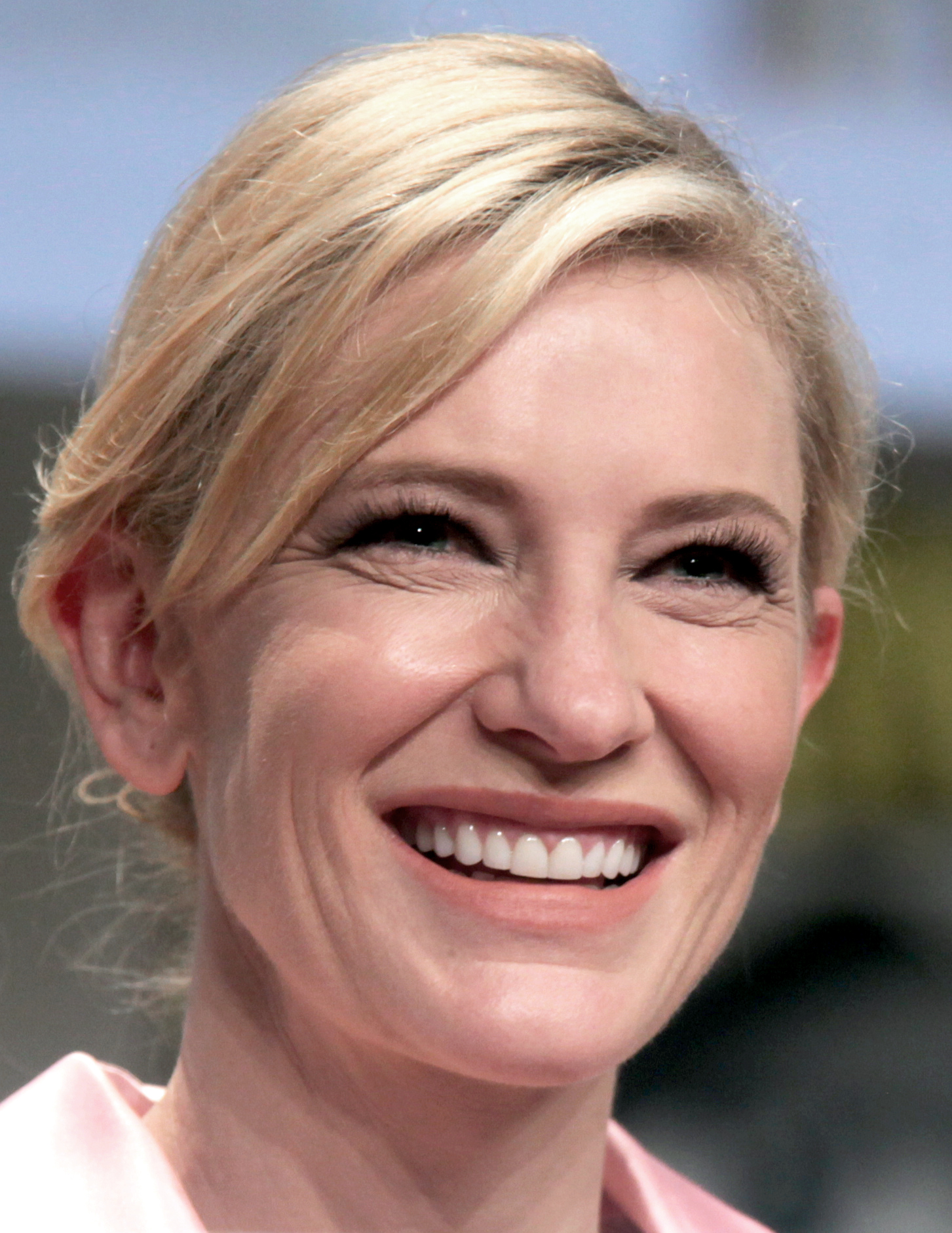
Cate Blanchett (Blue Jasmine), winnaar vrouwelijke acteur in een hoofdrol

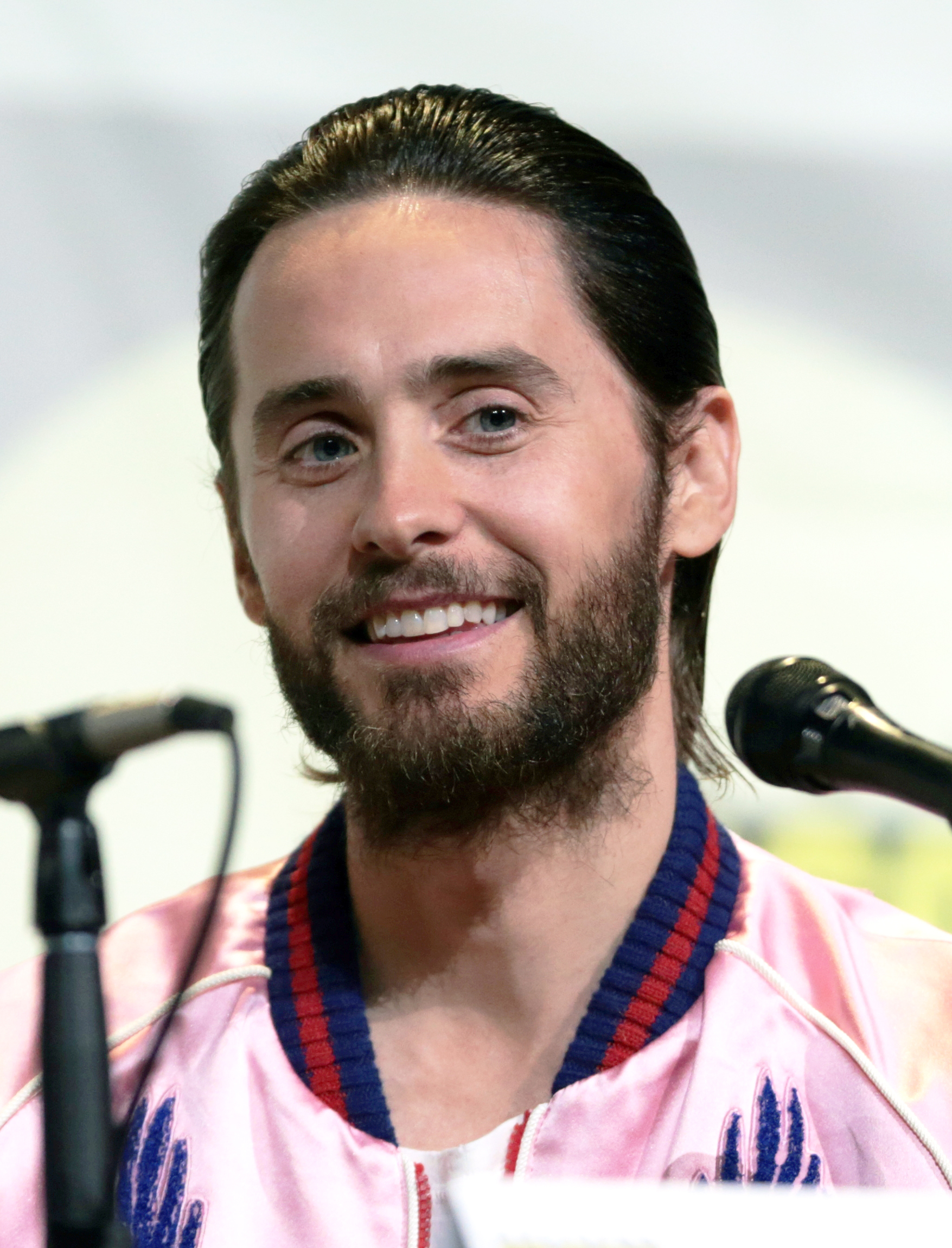
Jared Leto (Dallas Buyers Club), winnaar mannelijke acteur in een bijrol

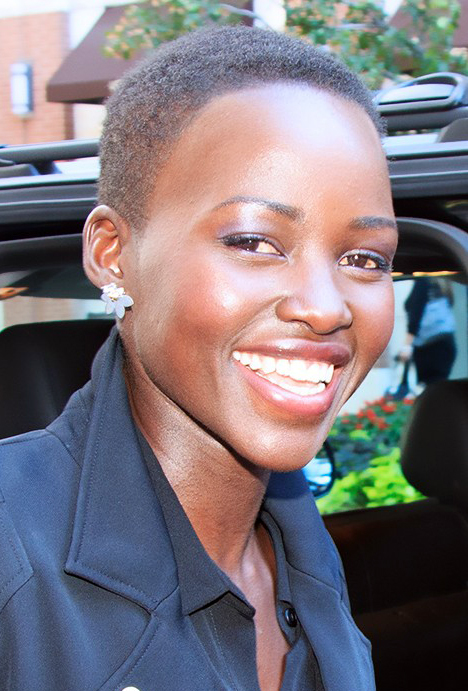
Lupita Nyong'o (12 Years a Slave), winnaar vrouwelijke acteur in een bijrol

De winnaars staan bovenaan in vet lettertype.

#### Cast in een film
Outstanding Performance by a Cast in a Motion Picture
- American Hustle
  - 12 Years a Slave
  - August: Osage County
  - Dallas Buyers Club
  - Lee Daniels' The Butler

#### Mannelijke acteur in een hoofdrol
Outstanding Performance by a Male Actor in a Leading Role
- Matthew McConaughey - Dallas Buyers Club
  - Bruce Dern - Nebraska
  - Chiwetel Ejiofor - 12 Years a Slave
  - Tom Hanks - Captain Phillips
  - Forest Whitaker - Lee Daniels' The Butler

#### Vrouwelijke acteur in een hoofdrol
Outstanding Performance by a Female Actor in a Leading Role
- Cate Blanchett - Blue Jasmine
  - Sandra Bullock - Gravity
  - Judi Dench - Philomena
  - Meryl Streep - August: Osage County
  - Emma Thompson - Saving Mr. Banks

#### Mannelijke acteur in een bijrol
Outstanding Performance by a Male Actor in a Supporting Role
- Jared Leto - Dallas Buyers Club
  - Barkhad Abdi - Captain Phillips
  - Daniel Brühl - Rush
  - Michael Fassbender - 12 Years a Slave
  - James Gandolfini - Enough Said

#### Vrouwelijke acteur in een bijrol
Outstanding Performance by a Female Actor in a Supporting Role
- Lupita Nyong'o - 12 Years a Slave
  - Jennifer Lawrence - American Hustle
  - Julia Roberts - August: Osage County
  - June Squibb - Nebraska
  - Oprah Winfrey - Lee Daniels' The Butler

#### Stuntteam in een film
Outstanding Action Performance by a Stunt Ensemble in a Motion Picture
- Lone Survivor
  - All Is Lost
  - Fast & Furious 6
  - Rush
  - The Wolverine

## Televisie

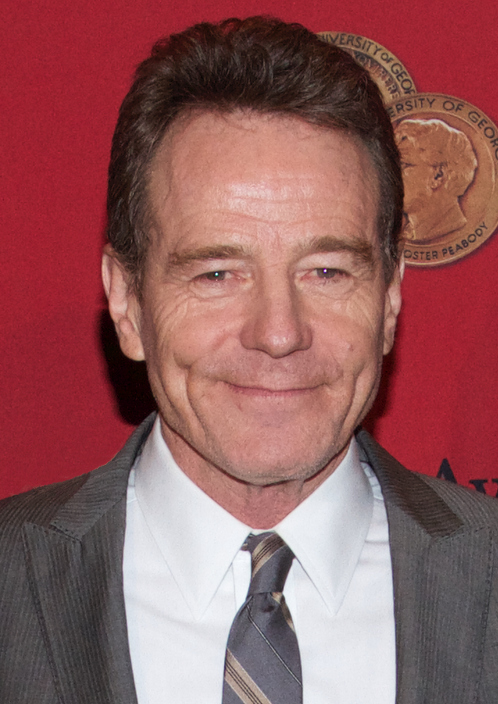
Bryan Cranston (Breaking Bad), winnaar mannelijke acteur in een dramaserie

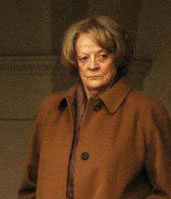
Maggie Smith (Downton Abbey), winnaar vrouwelijke acteur in een dramaserie

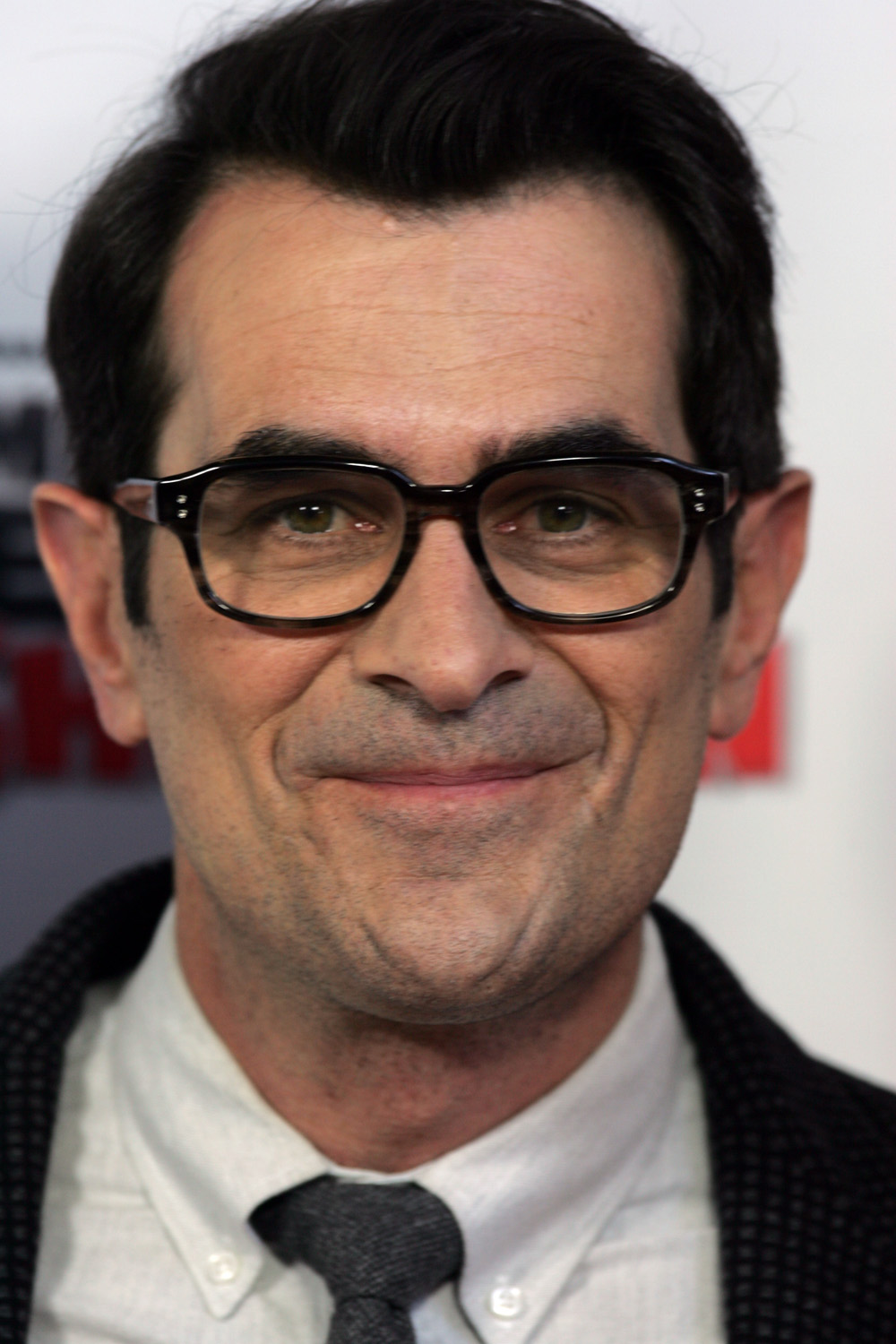
Ty Burrell (Modern Family), winnaar mannelijke acteur in een komedieserie

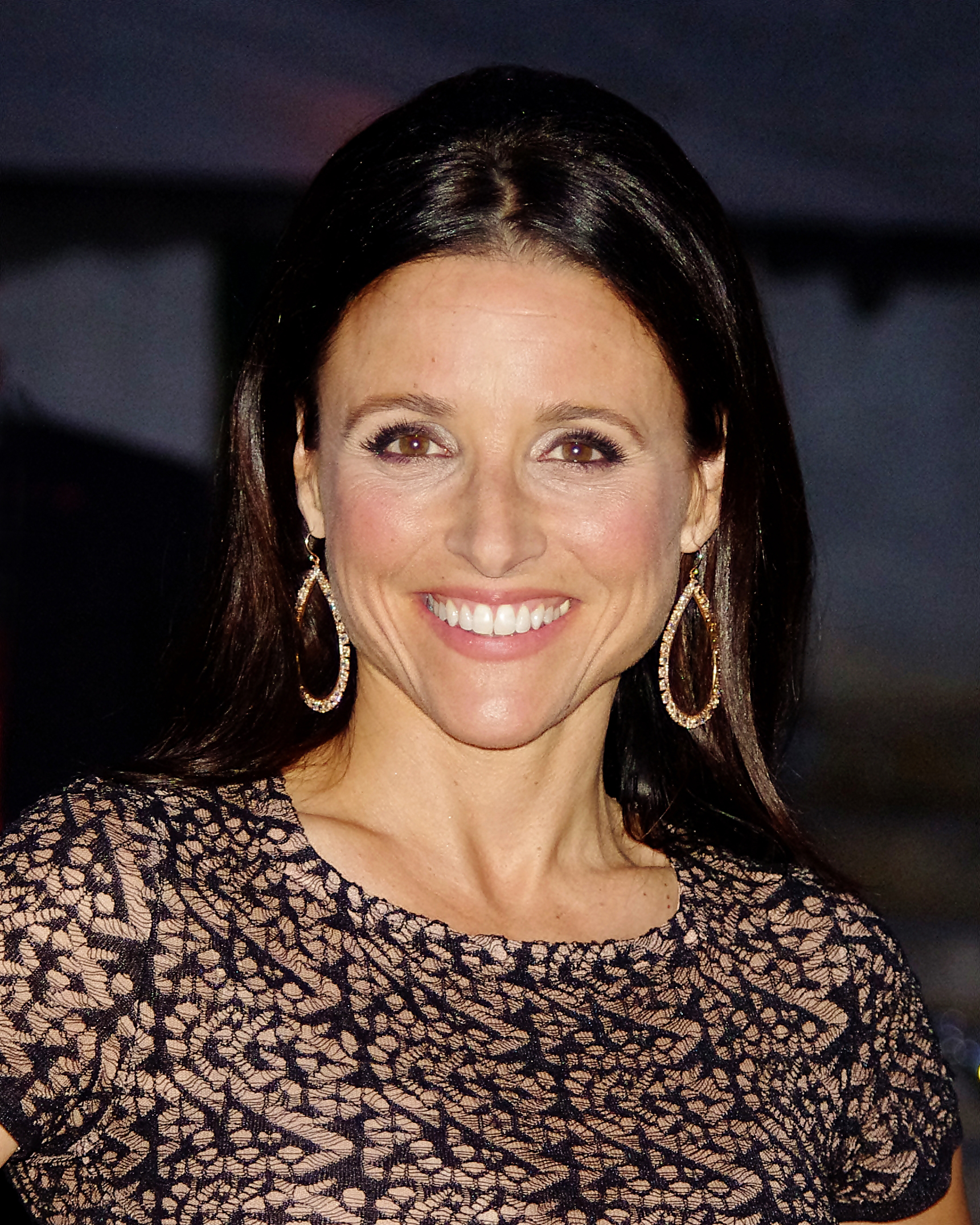
Julia Louis-Dreyfus (Veep), winnaar vrouwelijke acteur in een komedieserie

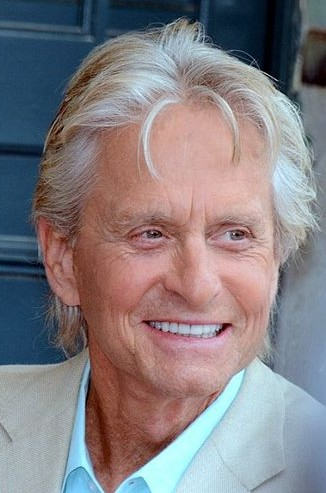
Michael Douglas (Behind the Candelabra), winnaar mannelijke acteur in een miniserie of televisiefilm

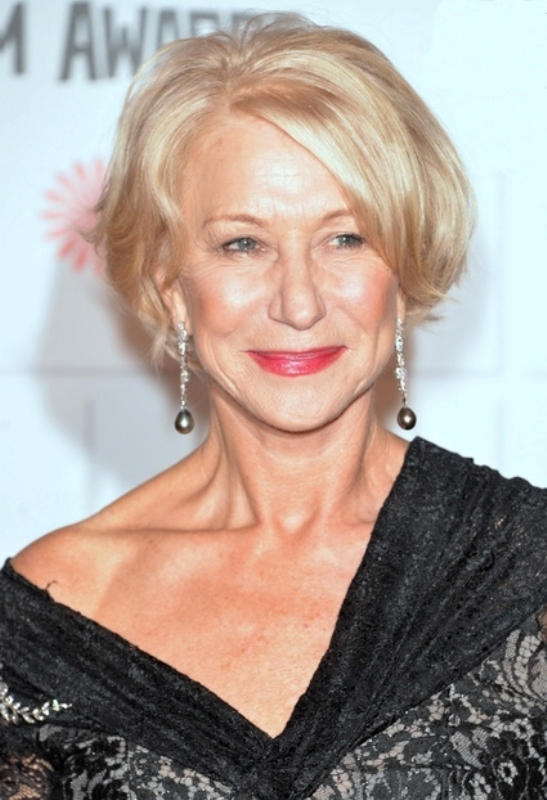
Helen Mirren (Phil Spector), winnaar vrouwelijke acteur in een miniserie of televisiefilm

De winnaars staan bovenaan in vet lettertype.

#### Ensemble in een dramaserie
Outstanding Performance by an Ensemble in a Drama Series
- Breaking Bad
  - Boardwalk Empire
  - Downton Abbey
  - Game of Thrones
  - Homeland

#### Mannelijke acteur in een dramaserie
Outstanding Performance by a Male Actor in a Drama Series
- Bryan Cranston - Breaking Bad
  - Steve Buscemi - Boardwalk Empire
  - Jeff Daniels - The Newsroom
  - Peter Dinklage - Game of Thrones
  - Kevin Spacey - House of Cards

#### Vrouwelijke acteur in een dramaserie
Outstanding Performance by a Female Actor in a Drama Series
- Maggie Smith - Downton Abbey
  - Claire Danes - Homeland
  - Anna Gunn - Breaking Bad
  - Jessica Lange - American Horror Story: Coven
  - Kerry Washington - Scandal

#### Ensemble in een komedieserie
Outstanding Performance by an Ensemble in a Comedy Series
- Modern Family
  - 30 Rock
  - Arrested Development
  - The Big Bang Theory
  - Veep

#### Mannelijke acteur in een komedieserie
Outstanding Performance by a Male Actor in a Comedy Series
- Ty Burrell - Modern Family
  - Alec Baldwin - 30 Rock
  - Jason Bateman - Arrested Development
  - Don Cheadle - House of Lies
  - Jim Parsons - The Big Bang Theory

#### Vrouwelijke acteur in een komedieserie
Outstanding Performance by a Female Actor in a Comedy Series
- Julia Louis-Dreyfus - Veep
  - Mayim Bialik - The Big Bang Theory
  - Julie Bowen - Modern Family
  - Edie Falco - Nurse Jackie
  - Tina Fey - 30 Rock

#### Mannelijke acteur in een miniserie of televisiefilm
Outstanding Performance by a Male Actor in a Television Movie or Miniseries
- Michael Douglas - Behind the Candelabra
  - Matt Damon - Behind the Candelabra
  - Jeremy Irons - The Hollow Crown
  - Rob Lowe - Killing Kennedy
  - Al Pacino - Phil Spector

#### Vrouwelijke acteur in een miniserie of televisiefilm
Outstanding Performance by a Female Actor in a Television Movie or Miniseries
- Helen Mirren - Phil Spector
  - Angela Bassett - Betty & Coretta
  - Helena Bonham Carter - Burton and Taylor
  - Holly Hunter - Top of the Lake
  - Elisabeth Moss - Top of the Lake

#### Stuntteam in een televisieserie
Outstanding Action Performance by a Stunt Ensemble in a Comedy or Drama Series
- Game of Thrones
  - Boardwalk Empire
  - Breaking Bad
  - Homeland
  - The Walking Dead